# Simple Machines Forum
 (juillet 2024).
Si vous disposez d'ouvrages ou d'articles de référence ou si vous connaissez des sites web de qualité traitant du thème abordé ici, merci de compléter l'article en donnant les références utiles à sa vérifiabilité et en les liant à la section « Notes et références ».
Simple Machines Forum (SMF) est un logiciel de forum gratuit, développé en PHP avec une base de données MySQL, PostgreSQL ou SQLite. Développé sous licence SMF (v1.x) puis BSD (v2.0 et au-delà).

## Historique
SMF a été créé pour succéder au logiciel de forum YaBB SE, qui en son temps avait gagné une mauvaise réputation due à des problèmes de sécurité et de consommation de ressources de sa version Perl, YaBB. Joseph Fung et Jeff Lewis de Lewis Media Inc., les propriétaires de YaBB SE et propriétaires originaux de SMF, décidèrent de le modifier avec un nouveau nom et une nouvelle marque.
SMF démarra comme un petit projet par l'un des développeurs de YaBB SE, [Unknown], dont le but principal était d'ajouter des fonctions avancées à l'habillage de YaBB SE. Le projet continua lentement à la suite des requêtes d'autres membres concernant les faiblesses de sécurité et de performance. Pour finir, il réécrit complètement le logiciel de zéro, qui devient SMF en 2003. Une refonte officielle de YaBB SE est restée en développement pendant des années, mais a été supplantée par ce projet concurrent.
En 2010, SMF devient une société à but non lucratif basée au Nevada.

## Fonctionnement
SMF offre une base de données de modifications gratuites sur le site officiel de Simple Machines. Beaucoup de modifications (ou « mods », le terme utilisé dans la communauté) ont été créées et distribuées gratuitement, incluant jeux vidéo, additions d'informations de profil, galeries multimédia, filtre de spam Akismet, améliorations SEO variées et beaucoup d'autres. Avant d'être listé sur le site de SMF, un mod est vérifié par l'équipe de SMF, afin de garantir qu'il réponde aux normes de développement de SMF.
Le gestionnaire de paquets (modifications et thèmes graphiques) inclus dans SMF est une de ses fonctionnalités les plus réputées. Il permet l'installation des modifications et la mise à jour de SMF sans avoir à modifier le moindre code php, généralement en quelques clics de souris.
SMF possède un système de permissions, permettant de désigner certains utilisateurs comme modérateurs, ce qui leur donne la possibilité de déplacer des posts entre les différents fils de discussion.
Lorsqu'un utilisateur effectue une action, celle-ci est enregistrée dans les logs.

## L'équipe SMF
L'équipe de SMF inclut des divisions de développeurs, graphistes, documentalistes, marketing et encadrement. L'équipe de support et les utilisateurs offrent aussi leur aide dans les forums officiels, principalement pour le dépannage et l'optimisation de forums tournant sous SMF.

## Licence
SMF n'était pas sous licence libre : il ne pouvait être redistribué, même non modifié, sans permission écrite provenant de Simple Machines LLC. Le code source ne pouvait pas être redistribué non plus, alors qu'il était permis de distribuer des modifications dont on était l'auteur, ou des instructions permettant sa modification. La raison officielle donnée par Simple Machines LLC fut la suivante :

« Parfois, les gens nous demandaient : « Pourquoi est-il si important de ne pas autoriser la redistribution ? », et la raison est que bien que nous souhaitions partager avec la communauté du logiciel libre, nous pensions aussi que les bénévoles qui se consacrent à l'évolution de ce projet méritent aussi d'être crédités. En plus de cela, autoriser la redistribution encourage le forking (création de bifurcations de branches), ce qui pourrait semer la confusion au sujet des différentes versions, de leurs mises à jour et des demandes d'aide. »

Le 11 juin 2011, l'équipe de SMF a annoncé la sortie de la version finale 2.0 stable, placée sous licence libre BSD.

## Utilisations
En 2009, le service de téléconsultation médicale de la Géorgie est basé sur SMF.
En 2024, le forum hébergé par Myriad Software, société éditrice du logiciel Harmony Assistant, installé en 2002, version YaBB 1 Gold, est toujours très actif.